# トラシュメーデース (小惑星)
トラシュメーデース (3801 Thrasymedes) は木星のトロヤ群にある小惑星。アリゾナ大学のスペースウォッチ計画によって発見された。
トロイア戦争に参加したギリシア神話の人物、トラシュメーデース から名づけられた。